# Пальма-дель-Ріо
Пальма-дель-Ріо (ісп. Palma del Río) — муніципалітет в Іспанії, у складі автономної спільноти Андалусія, у провінції Кордова. Населення — 21 605 осіб (2010).
Муніципалітет розташований на відстані близько 330 км на південний захід від Мадрида, 49 км на південний захід від Кордови.
На території муніципалітету розташовані такі населені пункти: (дані про населення за 2010 рік)
- Арр'єль: 15 осіб
- Ла-Баркета: 2 особи
- Ель-Калонхе: 214 осіб
- Ель-Карраскаль: 24 особи
- Ла-Чиррітана: 17 осіб
- Ла-Естасьйон: 387 осіб
- Ла-Граха: 46 осіб
- Ла-Хара: 145 осіб
- Пальма-дель-Ріо: 20681 особа
- Педро-Діас: 9 осіб
- Піментада: 12 осіб
- Ель-Пісон: 25 осіб
- Ель-Рінкон: 0 осіб
- Вега-де-Санта-Лусія: 28 осіб

## Демографія
Динаміка населення (INE ):

## Галерея зображень

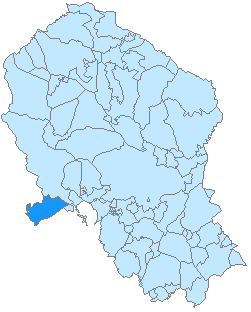
Розташування муніципалітету у провінції Кордова